# Another Way to Die
Another Way to Die este un duet între cântăreața americană Alicia Keys și chitaristul Jack White, inclus pe coloana sonoră a filmului James Bond, Quantum of Solace. Piesa s-a bucurat de succes comercial în majoritatea țărilor în care a fost lansată.